# Pedro de Luján
Pedro de Luján (Siviglia, secondo decennio del XVI secolo – dopo il 1563) è stato uno scrittore e avvocato spagnolo.

## Biografia
Non si hanno molte informazioni sulla sua vita: nato a Siviglia, dovrebbe essere nato circa all'inizio del regno di Carlo V. Durante la sua giovinezza, frequentò e si laureò all'Università di Alcalá. Probabilmente, fu durante questo periodo da studente che compose il suo primo romanzo cavalleresco, Don Silves de la Selva (1546), dodicesimo libro del ciclo di Amadís de Gaula, che prolungava le avventure del famoso cavaliere nel pieno della massima popolarità del genere letterario. Tornato nella sua città natia, esercitò la professione di avvocato.
Nel 1550 pubblicò la sua opera più celebrata, i Coloquios matrimoniales, la cui buona accoglienza tra i contemporanei è testimoniata dalle dieci edizioni che si susseguirono nei quattro decenni successivi. La composizione dei colloqui, che affrontano il tema della famiglia e del matrimonio, venne ispirata probabilmente dalla lettura di diversi testi filosofici, con autori come Erasmo da Rotterdam, Antonio de Guevara e Pedro Mexía. L'armoniosa articolazione presente in questo brano rappresentò, data la mancanza di originalità nei contenuti, il maggior merito artistico di de Luján. Attraverso la tecnica dell'imitazione composita, quindi, il sivigliano produsse una letteratura di alto livello che, a metà tra dialogo e saggio, discorso morale e intrattenimento erudito, era già un modello pienamente riconosciuto nella letteratura spagnola della metà del XVI secolo.
In passato gli veniva attribuita una traduzione, il Leandro il Bello, pubblicata nel 1563. Veniva considerata un'opera originale di Pietro Lauro, pubblicato nel 1560. Anche nel 1917, il bibliografo inglese Henry Thomas cercò di dimostrare come le differenze tra le due versioni e i visibili errori della versione in spagnolo dovessero essere frutto di una poco felice traduzione dall'italiano. Solo agli inizi degli anni 2000 la linguista Anna Bognolo ritrovò una lettera di de Luján, in cui è presente la dedica di quest'opera a Juan Claros de Guzmán, XI conte di Niebla. Da questa riscoperta, la composizione del Leandro viene datata tra il 1550, inizio del periodo di attività dell'autore, e la conseguente morte di de Guzmán nel 1556.

## Opere
- Don Silves de la Selva, Siviglia, Dominico de Robertis, 1546.
- Coloquios matrimoniales, Siviglia, Dominico de Robertis, 1550.
- Leandro el Bel, Toledo, Miguel Ferrer, 1563.